# Marguerite de Witt-Schlumberger

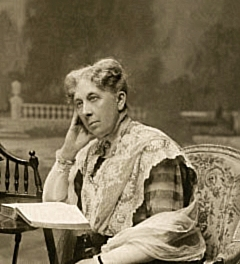
Marguerite de Witt-Schlumberger

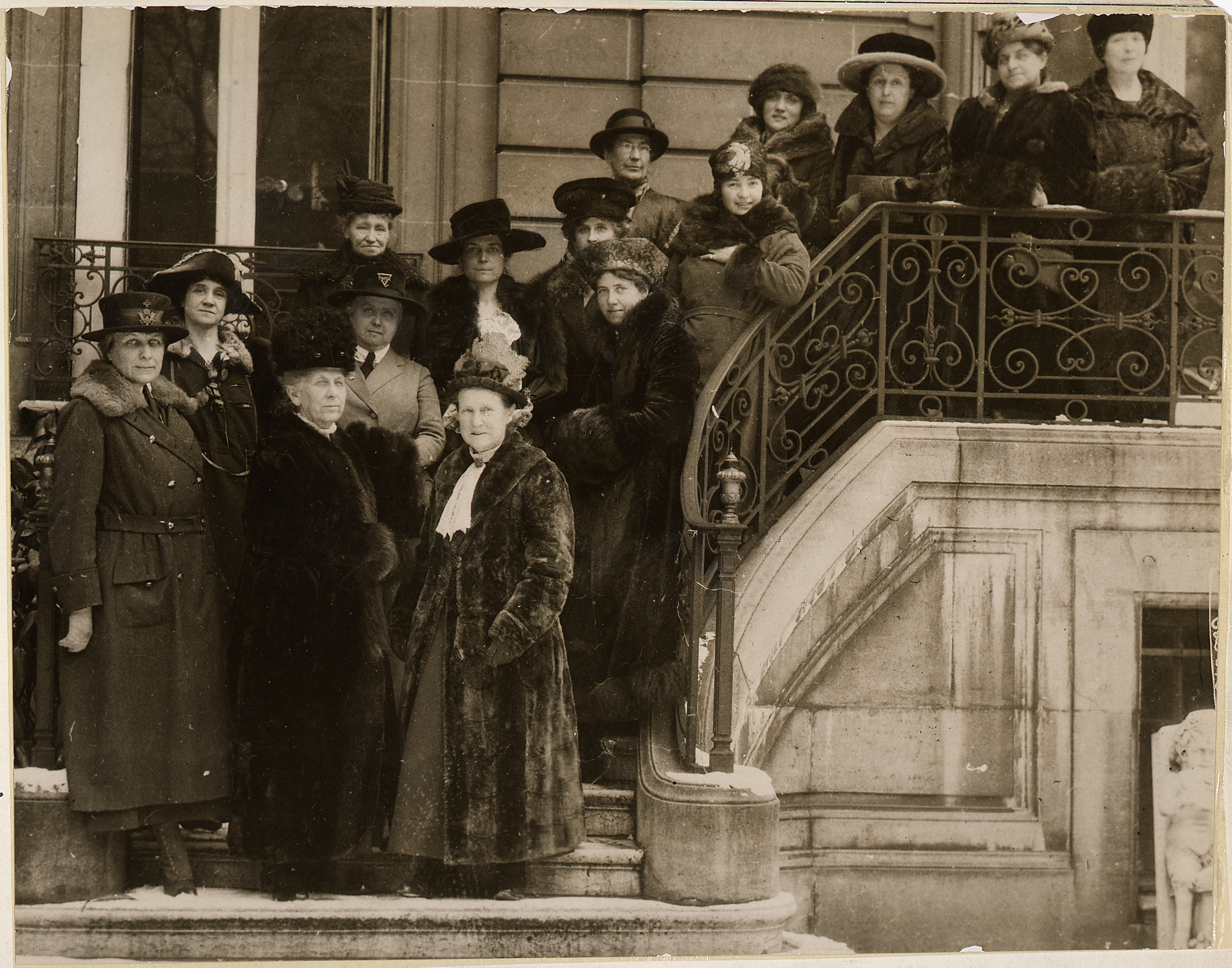
Frauendelegation der Internationalen Allianz für das Frauenstimmrecht, 1919.

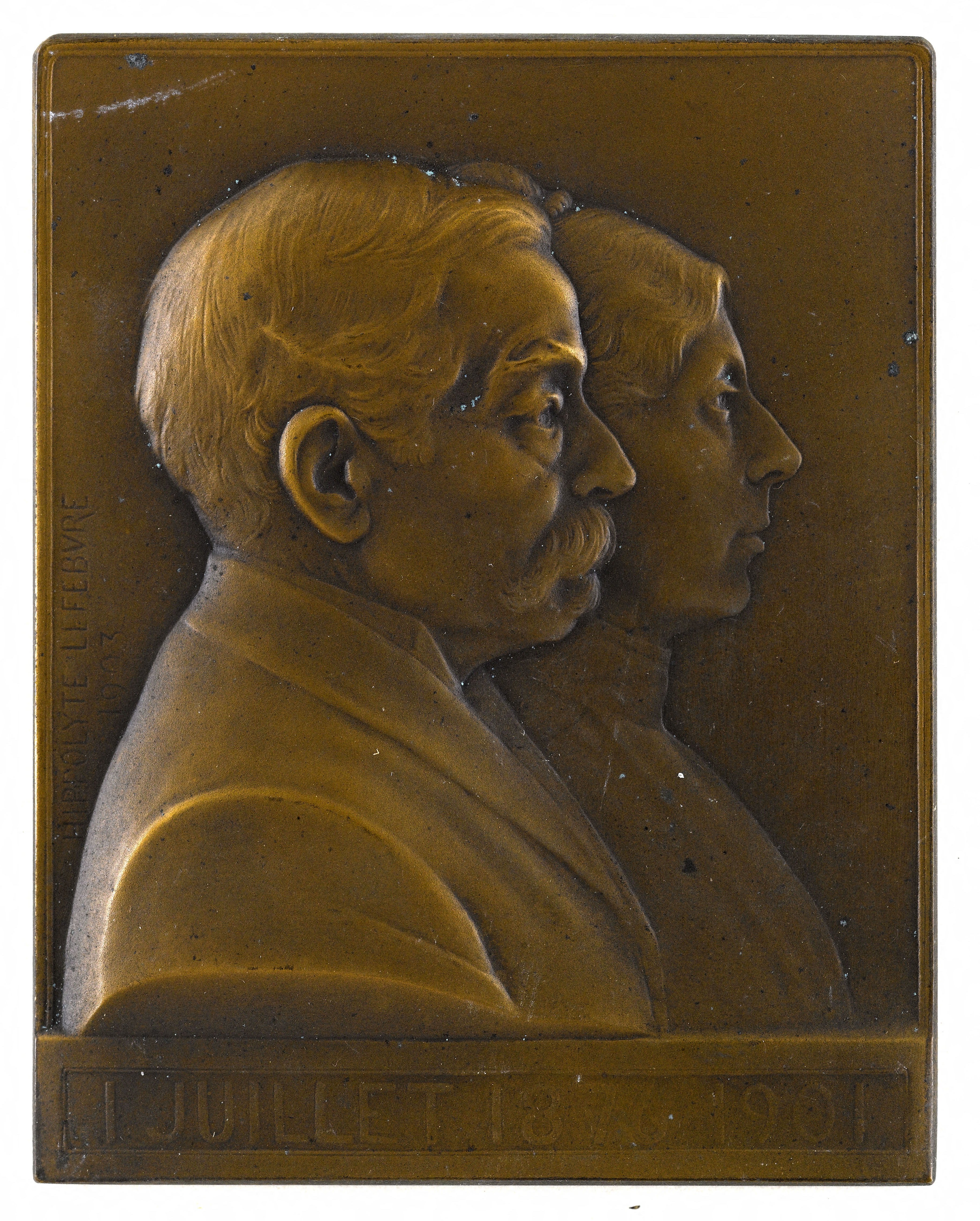
Paul de Schlumberger und Marguerite de Witt

Marguerite de Witt (* 20. Januar 1853 in Paris; † 23. Oktober 1924 Saint-Ouen-le-Pin) war eine französische Feministin während der Dritten Republik. Sie war von 1909 bis 1924 Präsidentin der  Union française pour le suffrage des femmes (Französische Union für das Frauenstimmrecht).

## Leben

### Familie
Marguerite de Witt war die Tochter von Conrad de Witt, Bürgermeister von Saint-Ouen-le-Pin und später Abgeordneter des Départements Calvados, und der Schriftstellerin Henriette Guizot, der Tochter des Schriftstellers und Politikers François Guizot.
Marguerite und ihre Schwester Jeanne wurden vornehmlich von ihrer Mutter erzogen und die Familien de Witt und Guizot lebten zusammen im Haus der Familie in Val-Richer. Marguerite und Jeanne de Witt beteiligten sich aktiv an der philanthropischen Arbeit ihrer Mutter Henriette Guizot, die eine der Gründerinnen des Œuvre des détenues libérés de la prison Saint-Lazare (Werk der entlassenen Insassinnen des Saint-Lazare-Gefängnisses) war.
Am 30. Juni 1876 heiratete Marguerite de Witt in Paris Paul Schlumberger, der aus einer protestantischen elsässischen Industriellenfamilie stammte, deren Vorfahre Nicolas Schlumberger zu Beginn des 19. Jahrhunderts eine Baumwollspinnerei gegründet hatte. Sie hatten fünf Söhne und eine Tochter, die in Guebwiller (Département Haut-Rhin) geboren wurden: Jean (1877–1968) (Gründer der Nouvelle Revue Française), Conrad (1878–1936), Daniel (1879–1915, an der Front gefallen), Marcel (1884–1953), Maurice (1886–1977) und Pauline (1883–1973). Da die Familie im von Deutschland annektierten Elsass lebte, wusste sie, dass die Jungen mit 15 Jahren in die deutschen Wehrlisten eingetragen würden oder ins Exil gehen mussten. Bereits 1893 verließen die Kinder das Elsass und zogen zu ihrer Großmutter Henriette Guizot.

### Aktivitäten
Marguerite de Witt-Schlumberger trat die Nachfolge ihrer Mutter an und leitete das Œuvre de Saint-Lazare, das 1891 in Patronage des femmes libérées et des pupilles de l’administration pénitentiaire (Patronat für entlassene Frauen und Mündel der Strafvollzugsverwaltung) umbenannt wurde. Mit Dekret vom 28. Januar 1907 wurde der Verein als gemeinnützig anerkannt. Witt-Schlumberger setzte sich insbesondere gegen Alkoholismus, reglementierte Prostitution und Menschenhandel ein. 1907 schloss sie sich Marie d’Abbadie d’Arrast an, die gerade eine Liga gegen Abtreibung gegründet hatte.

« Wir werden die Reformen, die wir fordern, erst erreichen, wenn wir das Wahlrecht haben und man gezwungen ist, unsere Ideen zu berücksichtigen. ... Wir haben verstanden, dass, wenn diese Frage des Wahlrechts erfolgreich sein soll, sie von Frauen aus allen Teilen der Gesellschaft unterstützt und vorangetrieben werden muss und dass wir nicht das Recht haben, zu Hause in unseren warmen Häusern zu bleiben, während Millionen von Frauen unsere Hilfe brauchen; Wir haben nicht das Recht, uns zu fragen, ob wir ein Redetalent haben, um unsere Ideen vorzutragen oder ob es uns schwer fällt, uns in den Vordergrund zu drängen, sondern wir haben die Pflicht, wie jeder gute Soldat ins Feuer zu gehen, einfach weil es eine Stellung zu verteidigen gibt und es unsere Pflicht ist, zu marschieren. »

Ab 1909 diente sie als Präsidentin der Union française pour le suffrage des femmes, 1917 wurde sie Vizepräsidentin der International Alliance of Women.
Der Kriegsausbruch im August 1914 unterbrach Marguerite de Witt-Schlumberger in ihrem Suffraganismus und sie forderte jedes Mitglied der Union française pour le suffrage des femmes auf, „seine Pflicht zu tun“ und „dem Vaterland in irgendeiner Weise zu helfen“. Damit stellte sie sich in den Dienst der Kriegsopferfürsorge.
Als nach Kriegsende Staats- und Regierungschefs und Diplomaten auf der Pariser Friedenskonferenz 1919 über die Friedensbedingungen diskutierten, schlug Witt-Schlumberger vor, Frauenfragen in den Vertragsprozess einzubeziehen, um internationale Rechte zu sichern. Witt-Schlumbergers Französische Union für das Frauenstimmrecht lud mit Unterstützung des Französischen Nationalen Frauenrats alliierte Frauenrechtlerinnen zu einer Parallelkonferenz nach Paris ein, die als Interalliierte Frauenkonferenz bekannt wurde und am 10. Februar 1919 begann. Die Konferenz, an der Delegierte aus den Ländern mit Vertretungen bei der Frauenkonferenz teilnahmen, schlug dem amerikanischen Präsidenten Woodrow Wilson und dem französischen Premierminister Georges Clemenceau vor, Frauen in die beratenden Ausschüsse der Konferenz zu berufen und ihnen zu erlauben, für die Gleichberechtigung der Frauen zu plädieren. Die Frauen erhielten schließlich die Erlaubnis, in der Völkerbundkommission und in der Arbeitskommission Vorträge zu halten. Am 10. April 1919 hielten die Frauen vor der Völkerbundkommission einen Vortrag, in dem sie dafür plädierten, dass alle Ämter des Völkerbundes den Frauen zu den gleichen Bedingungen wie den Männern offen stehen sollten. Sie forderten ein Verbot des Frauen- und Kinderhandels, ein geschütztes Recht auf Bildung und die grundsätzliche Anerkennung des allgemeinen Wahlrechts. Einige ihrer Ideen wurden in den endgültigen Vertrag aufgenommen.
1920 wurde Witt-Schlumberger als einziges weibliches Mitglied in den Conseil supérieur de la Natalité (Oberster Rat für Geburten) berufen und setzte sich dafür ein, dass sich Frauen vor kranken oder unfähigen Vätern schützen konnten. Im selben Jahr wurde sie für ihr aktives Engagement und ihre Verdienste um die Regierung mit dem Kreuz der französischen Ehrenlegion ausgezeichnet. Als Carrie Chapman Catt 1923 als Präsidentin der International Women's Suffrage Alliance zurücktrat, wurde Witt-Schlumberger von vielen als ihre Nachfolgerin gehandelt. Obwohl sie gewählt wurde, lehnte sie das Amt aus gesundheitlichen Gründen ab.
Marguerite de Witt wurde, wie der Rest der Familie, auf dem protestantischen Friedhof von Saint-Ouen-le-Pin im Calvados beigesetzt, wo sich das Anwesen von François Guizot befand.

## Schriften
- Le Triomphe de Jean Bréval. Paris, 1892.
- Une femme aux femmes. Pourquoi les femmes doivent étudier la question des moeurs ? Genf, 1908.
- Aux jeunes ouvrières. Conseils d’une mère. Paris, 1911.
- Aux jeunes filles. Paris, 1913.
- Les Idées de Mrs Olive Schreiner sur la femme et le travail. Paris, 1913.
- De la Responsabilité des mères dans l’éducation morale de leurs fils. Nîmes, 1913.
- Le rôle des femmes de pasteurs en France pendant la guerre. Paris, 1917.